# ダークツーリズム

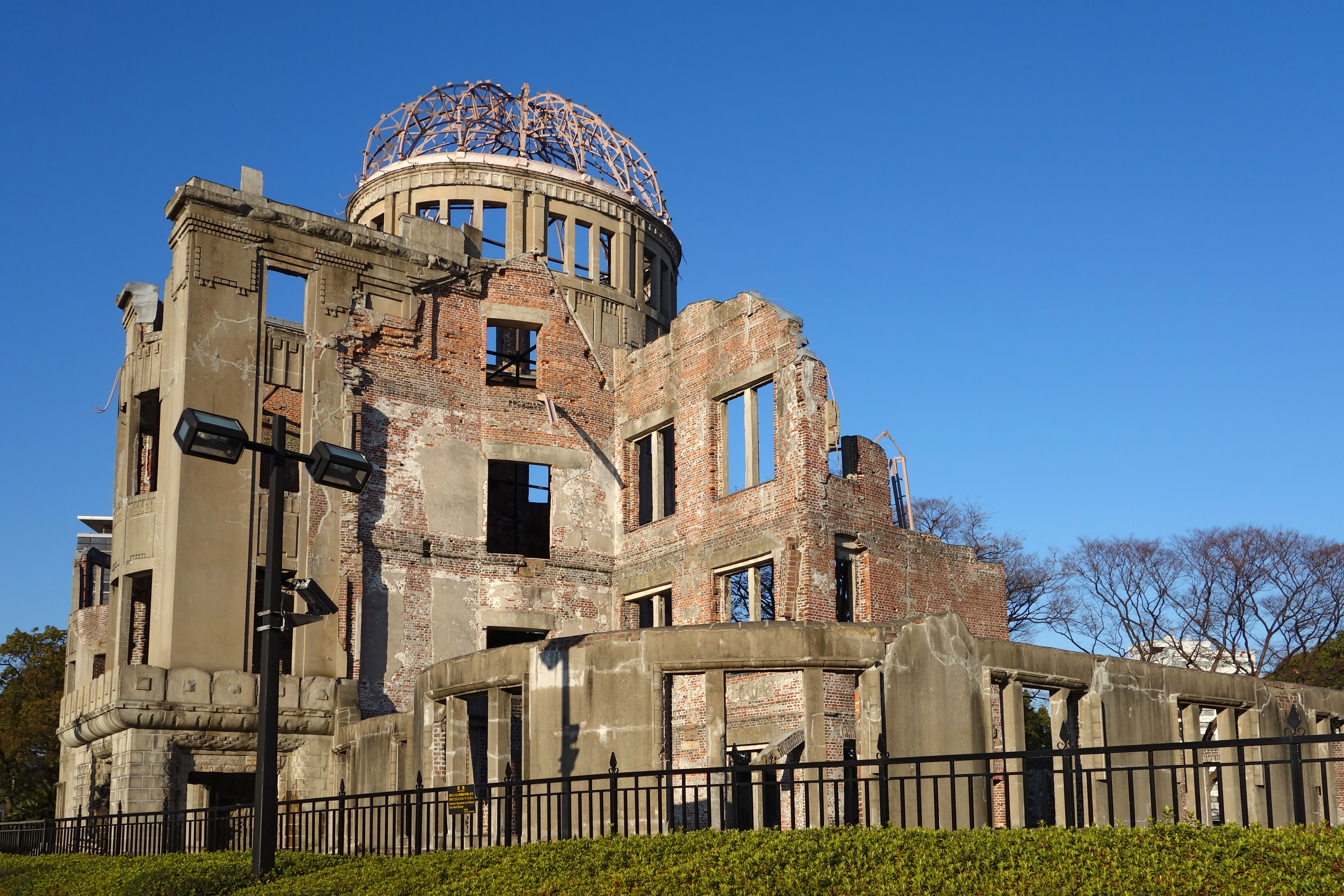
原爆ドーム

ダークツーリズム（英語: Dark tourism）とは、災害被災跡地、戦争跡地など、人類の死や悲しみを対象にした観光のこと。ブラックツーリズム（英: Black tourism）または悲しみのツーリズム（英: Grief tourism）とも呼ばれている。
似た概念としてタナツーリズム（英: Thanatourism）があるが、これは古代ギリシア語で神格化された死を意味するタナトスに由来しており、暴力的な死をよりはっきりと示す時に使われ、多くの人命が失われた歴史に限らず人権問題と関係した施設も対象とするダークツーリズムより限定的な意味で使われる。

## 概説

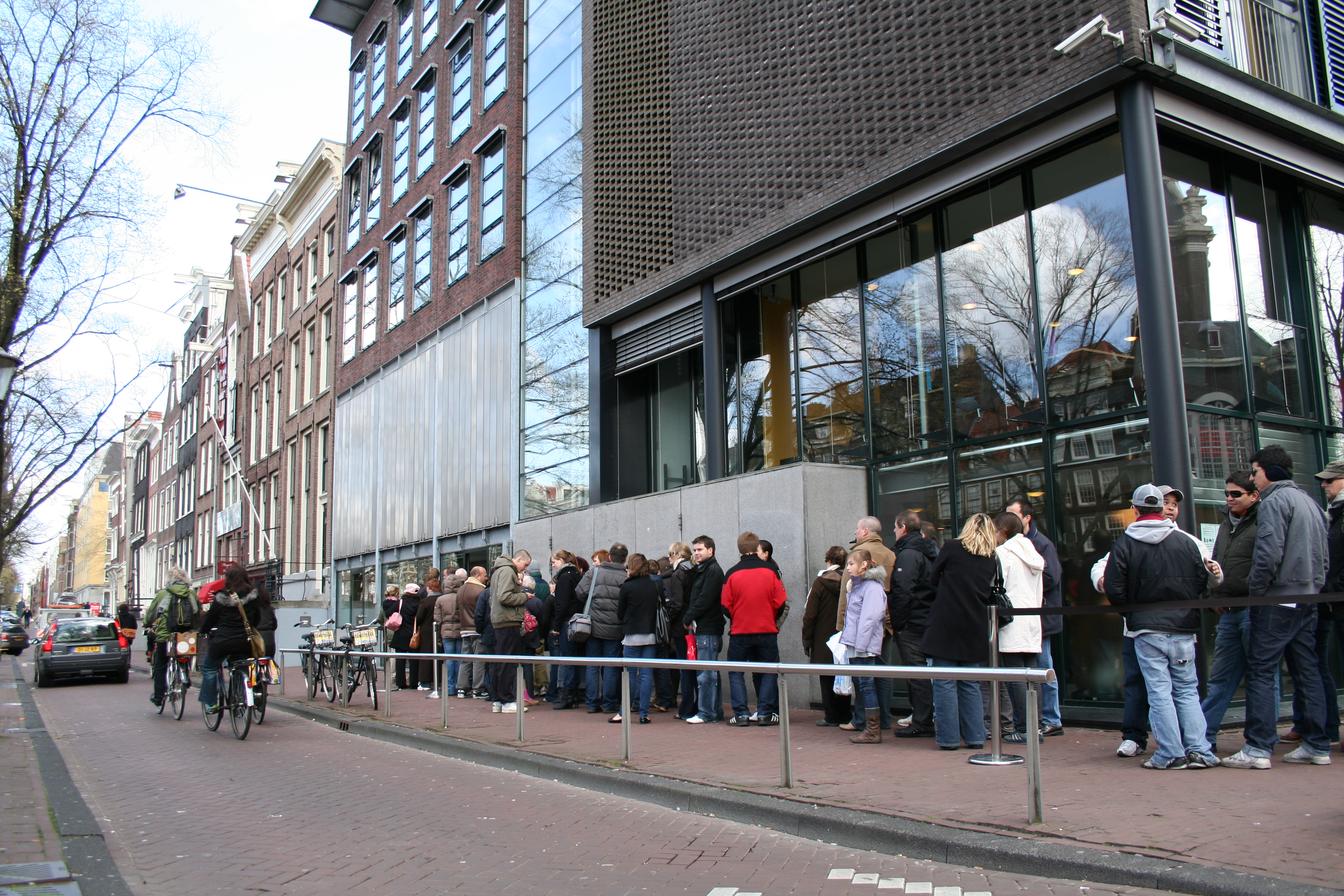
「アンネ・フランクの家」で列をなす人々（アムステルダム）

ダークツーリズムの基本的な目的として、その悲惨さを後世に伝えていくために関連施設を保存すること（保全目的）と、現地を訪れることで災害や戦争の悲惨さを追体験すること（学習目的）が挙げられる。一般的に観光は娯楽性のあるレジャーであるが、ダークツーリズムにおいては学びの手段として捉えられる。
日本においては、慰霊や慰撫に対する日本人の特殊な性質から、従前よりいわゆる「負の遺産」が観光資源として機能してきた。作家の東浩紀やジャーナリストの津田大介がチェルノブイリ原子力発電所を対象とした紀行を発表し、その後『福島第一原発観光地化計画』を刊行したことで、災害の被災地をも対象することと併せて「ダークツーリズム」という言葉の認知度が上がった。
日本以外においても、「アンネの日記」で知られるユダヤ人少女アンネ・フランクの隠れ家への訪問など、提唱以前から旅の一形態として広く知られていた。井出明はヨーロッパで特にダークツーリズムが広がりを見せている背景として、キリスト教の教えを通じて「天国と地獄」「天使と悪魔」「生と死」のように相反する概念を一対とする価値観を身につけ影の部分を残す行為に違和感を持たないこと、石造りの建造物が多く容易に取り壊しができないこと、ホロコースト否認への対抗でユダヤ社会やポーランド政府がアウシュヴィッツを観光地化したことなどを挙げている。

## 研究
ダークツーリズムの概念は、1996年にグラスゴー・カレドニアン大学の教授、ジョン・レノン（英語: J. John Lennon）とマルコム・フォーリー（英語: Malcolm Foley）によって「人類の悲しみの場をめぐる旅」として提唱された。
日本での学術発表は2008年にフンク・カロリン（ドイツ語: Funck Carolin）が紹介したのが始まりであるとされ、観光学を専門とする井出明らが研究を進めている。

## 批判的な見方・留意点

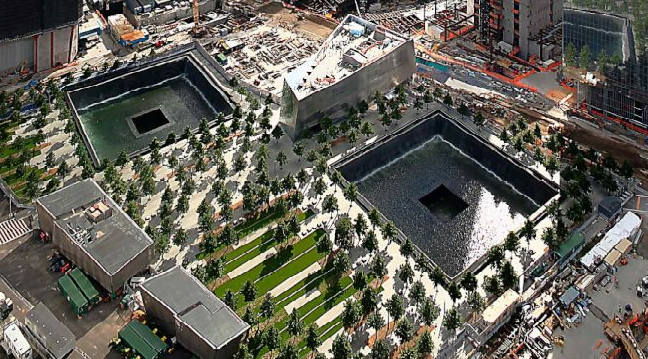
ナショナル・セプテンバー11メモリアル&ミュージアム

関連施設の周辺は宿泊施設や土産店などが立ち並ぶ観光スポットになりがちなため、被害者や遺族の悲しみをビジネスに利用しているに過ぎないとするダークツーリズムへの批判もある。
なお、併設される資料館などには、中立的立場を逸脱して政治的に偏った立場からの展示がなされる場合も多い。
また、訪問者の無理解や倫理観の欠如により、当事者に対して心無い言葉が投げかけられる事案も発生している。特に当該地において心の傷が癒えてない人々が存在する場合には注意を要する。被災地の観光は被災社会・被災者の復興に寄与する可能性を秘めているものの、「まなざしをめぐる軋轢」や「観光利益の帰属先を巡る軋轢」を回避するには地域社会との合意形成が肝要である。

## ダークツーリズムのスポット
日本語では「負の遺産」という呼称が用いられることが多いが、英語等の他言語ではこれに相当する語（例：Negative Heritage）は一般的ではない。
ダークツーリズムの対象となる場所の例として、以下のようなものが挙げられる。

### 戦争・虐殺にまつわる場所
日本国内
- 平戸市切支丹資料館・乙女峠マリア聖堂[16]（禁教令）
- 丹賀砲台園地[17][18]・佐田岬砲台（豊予要塞）
- 知覧特攻平和会館[19]（神風特別攻撃隊）
- 予科練平和記念館
- 海軍司令部壕・伊江島・糸数壕[20]・ひめゆりの塔[1]（沖縄戦）
- 広島平和記念公園・平和公園[1]（日本への原子爆弾投下）
- 大久野島（第七三一部隊が開発した化学兵器の毒ガスの製造工場）

日本国外
- アンネ・フランクの家・アウシュヴィッツ＝ビルケナウ強制収容所[1][21]・ヤド・ヴァシェム[22]（ホロコースト）
- 侵華日軍第七三一部隊罪証陳列館・侵華日軍南京大屠殺遭難同胞紀念館[23](旧日本軍による加害行為)
- キリング・フィールド・トゥール・スレン虐殺犯罪博物館[1][24]（カンボジア大虐殺）
- ムランビ虐殺記念館[25]（ルワンダ虐殺）

### 災害にまつわる場所
日本国内
- 三宅島[26]（火山噴火）

日本国外
- アチェ津波博物館[27]（スマトラ島沖地震）

### 刑務所
日本国内
- 博物館網走監獄[28][29]

日本国外
- アルカトラズ島[30]
- ロベン島[31]（アパルトヘイト）
- フリーマントル刑務所[32]
- ホアロー収容所

### 人権侵害・事故等にまつわる場所
日本国内
- 三毛別羆事件復元地[33]（三毛別羆事件）
- 八甲田山[34]（八甲田雪中行軍遭難事件）
- 国立療養所長島愛生園[35]・国立療養所菊池恵楓園[36]（ハンセン病療養所）
- 水俣市立水俣病資料館[1]・新潟県立環境と人間のふれあい館[37]（水俣病）
- 東京都立第五福竜丸展示館[38]（第五福竜丸）
- 成田国際空港・成田空港 空と大地の歴史館[39][40]（三里塚闘争・成田空港問題）
- 山岳ベース・倉渕[注釈 1][42]（連合赤軍事件）
- 御巣鷹の尾根[1][43]・日本航空安全啓発センター（日本航空123便墜落事故）
- 貞享義民記念館（貞享騒動）
- いわゆるタコ部屋のあった地域[1]
- いわゆる投げ込み寺[1]

日本国外
- プリピャチ[1][44]（チェルノブイリ原子力発電所事故）
- グラウンド・ゼロ[1][45]（アメリカ同時多発テロ事件）
- ナイトクラブ「República Cromañón」跡地[46][47]（ブラジル・ナイトクラブ大規模火災（スペイン語版））